# سیارک ۸۰۳

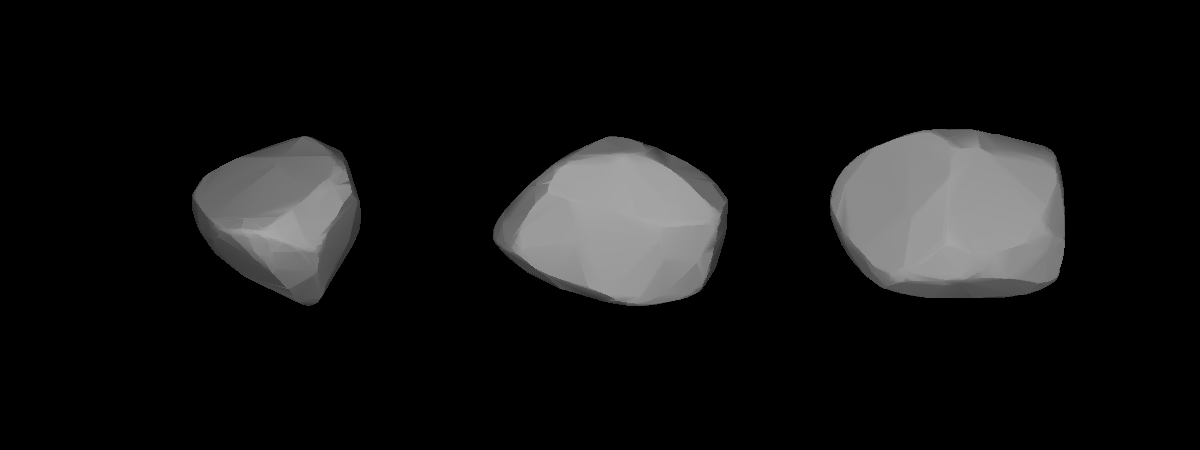
مدل سه‌بُعدی سیارک ۸۰۳ بر طبق منحنی نور آن

سیارک ۸۰۳ (به انگلیسی: 803 Picka، نامگذاری:1915WS) هشتصد و سومین سیارک کشف شده‌است که در ۲۱ مارس ۱۹۱۵ و در وین کشف شد.
قدر مطلق سیارک برابر ۹٫۶۰ است.